# Asmus Tietchens
Asmus Tietchens (Amburgo, 1947) è un compositore tedesco.
Cimentatosi in numerose varianti della musica d'avanguardia e di quella elettroacustica, Tietchens ha spesso preso ispirazione dalla musica industriale, dall'ambient, dal krautrock e dalla musica concreta.
Durante la sua carriera ha collaborato con innumerevoli artisti fra cui Vidna Obmana,  Dieter Moebius dei Cluster e al fianco di Thomas Köner nel progetto Kontakt Der Jünglinge.

## Discografia parziale
- 1980 - Nachtstücke
- 1981 - Biotop
- 1982 - Spät-Europa
- 1982 - In Die Nacht
- 1982 - Litia
- 1984 - Formen Letzer Hausmusik
- 1984 - Seuchengebiete
- 1986 - Geboren, Um Zu Dienen
- 1986 - Notturno
- 1986 - Watching The Burning Bride (con Terry Borrows)
- 1987 - Zwingburgen Des Hedonismus
- 1988 - Aus Freude Am Elend
- 1989 - Marches Funèbres
- 1989 - Abfleischung
- 1990 - Stupor Mundi
- 1991 - Seuchengebiete 2
- 1991 - Sinkende Schwimmer
- 1992 - Daseinsverfehlung
- 1993 - DBL_FDBK (con Arcane Device)
- 1993 - Das Fest Ist Zu Ende. Aus.
- 1994 - Die Nacht Aus Blei
- 1995 - Asmus Tietchens. Vidna Obmana (con Vidna Obmana)
- 1995 - Eisgang
- 1996 - Ptomaine
- 1997 - Dämmerattacke
- 1997 - Seuchengebiete 3
- 1999 - Glimmen
- 1999 - Stockholmer Totentanz (con Okko Bekker)
- 1999 - Motives For Recycling (con Vidna Obmana)
- 2000 - α-Menge
- 2001 - β-Menge
- 2002 - The Shifts Recycling (con Vidna Obmana)
- 2002 - γ-Menge
- 2003 - FT+
- 2003 - 7 Stücke (con Jon Mueller)
- 2003 - δ-Menge
- 2005 - ε-Menge
- 2006 - ζ-Menge
- 2007 - Fabrication (con Richard Chartier)
- 2008 - η-Menge
- 2008 - Teils Teils
- 2009 - Flächen Mit Figuren
- 2010 - Abraum
- 2011 - Soirée
- 2012 - Moebius + Tiechens (con Dieter Moebius)
- 2012 - Tarpenbek
- 2013 - Fast Ohne Titel, Korrosion
- 2014 - Humoresken Und Vektoren
- 2015 - Ornamente (Zwischen Null Und Eins)